# Sadio Ba
Sadio Ba (Gent, 24 januari 1973) is een Belgisch voetbaltrainer met een Senegalese achtergrond. In 2011 was hij trainer van toenmalig Belgische derdeklasser Racing Mechelen, waar hij in oktober 2012 ontslagen werd. Hij werd in 2013 aangesteld als assistent-trainer bij RWDM Brussels FC. Als actief voetballer kwam hij uit voor onder meer Westerlo, APOP Kinyras Peyias en KSK Beveren.

## Carrière

### Spelerscarrière
- 1985-1992: KFC Evergem-Center
- 1992-1993: SC Lokeren
- 1993-1996: Standaard Wetteren
- 1996-1998: VW Hamme
- 1998-1999: FC Denderleeuw
- 1999-2005: KVC Westerlo
- 2005-2006: APOP Kinyras Peyias
- 2006-2007: Verbroedering Geel
- 2007-2009: KSK Beveren
- 2009-2010: KVC Willebroek-Meerhof

### Trainerscarrière
- 2009-2011: KVC Willebroek-Meerhof
- 2011-10/2011: Assistent Racing Mechelen
- 10/2011-10/2012: Racing Mechelen
- 10/2012-06/2013: KV Woluwe-Zaventem
- 07/2013-Huidig: Assistent RWDM Brussels FC
- 2024/2025: KFC Meise